# Выборгская епархия (лютеранская)
О православной епархии см. Выборгская епархия
Вы́боргская епа́рхия — лютеранская епархия, существовавшая в Швеции в 1554—1723 годах и в Финляндии в 1924—1944 годах.

## История

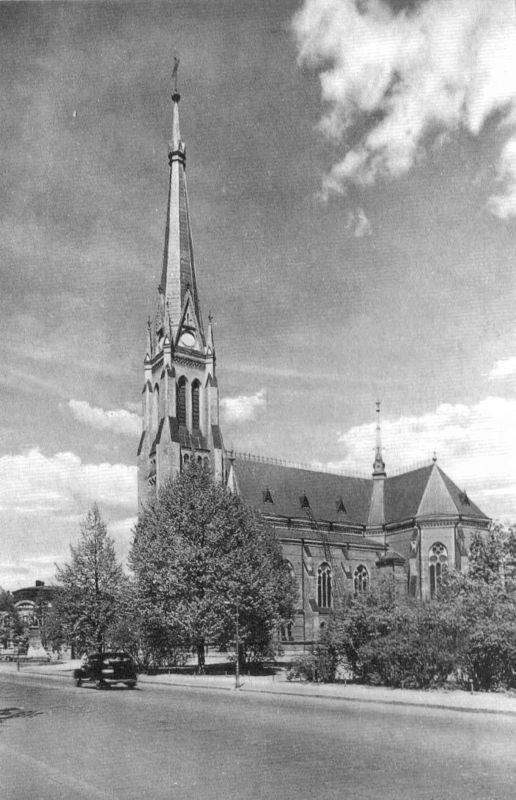
Выборгский кафедральный собор

Первоначально учреждена в 1554 году как диоцез шведской лютеранской церкви. Кафедральным собором стал бывший католический храм Пресвятой Девы Марии и святого Олафа. В период с 1578 по 1618 епархия управлялась епископами Турку.
В 1721 году по Ништадтскому миру Швеция лишилась Выборга, и епископская кафедра была перенесена в 1723 году в Борго (Порвоо). Для лютеран Выборгской и Кексгольмской провинций была учреждена Выборгская консистория. Кроме того, после русско-шведской войны 1741—1743 годов на вновь присоединённых по Абоскому миру землях, составивших Кюменегорскую провинцию, была образована Фридрихсгамская консистория. Они подчинялись учреждённому в 1734 году Консисториальному заседанию Юстиц-коллегии Лифляндских, Эстляндских и Финляндских дел. После присоединения Старой Финляндии к Великому княжеству Финляндскому в 1812 году консисторское правление было упразднено, и лютеранские приходы отошли к Боргоской епархии.
Епархия была восстановлена в 1924 году как епархия Финской лютеранской церкви путём переноса епископской кафедры из Савонлинны. Кафедральным собором стал Новый кафедральный собор. После Советско-финской войны в 1940 году выборгский епископ переселился в Миккели. Окончательно епископская кафедра была перемещена в Миккели в 1944 году.

## Епископы
- 1554—1563 — Павел Юстен (официально именовался ординарием)
- 1563—1564 — Canutus Johannis
- 1568—1578 — Erik Härkäpää
- 1618—1629 — Olaus Elimaeus
- 1630—1632 — Nicolaus Carelius
- 1633—1641 — Gabriel Melartopaeus
- 1642—1656 — Petrus Bjugg
- 1658—1664 — Nicolaus Nycopensis
- 1664—1672 — Petrus Brommius
- 1672—1679 — Abraham Thauvonius
- 1679—1681 — Henrik Carstenius
- 1681—1696 — Petrus Bång
- 1696—1705 — Petrus Laurbecchius
- 1705-1710 — David Lund
- 1721—1723 — Johannes Gezelius
- 1924—1935 — Erkki Kaila
- 1935—1942 — Yrjö Loimaranta
- 1942—1944 — Ilmari Salomies